# Cliff Ellis
Cliff Ellis, all'anagrafe Robert Clifford Ellis (Marianna, 5 dicembre 1945), è un allenatore di pallacanestro statunitense.

## Palmarès
- Associated Press College Basketball Coach of the Year (1999)
- Henry Iba Award (1999)